# Lepidagathis villosa
Lepidagathis villosa är en akantusväxtart som beskrevs av M. Hedrén. Lepidagathis villosa ingår i släktet Lepidagathis och familjen akantusväxter. Inga underarter finns listade i Catalogue of Life.